# 老古石集福宮
23°00′02″N 120°11′41″E / 23.000525°N 120.194813°E
老古石集福宮，簡稱集福宮，是位於臺灣臺南市中西區的玄天上帝廟。

## 歷史

### 清代
居住在臺灣府城看南埕（今民族路三段一四八巷與信義街交會口）、被稱為「咾咕黃」、原籍泉州府石獅塘後的黃姓族人，在新港墘（今中西區信義街前段）營生，並將廟興建於新港墘。
當時五條港的各港，均有各姓分據工作地盤，並各自建立廟宇。泉州石獅塘後的黃姓在新港墘港建立此廟；泉州晉江前埔和泉州石獅大崙的蔡姓在佛頭港建立聚福宮與崇福宮；泉州沙美的盧姓、泉州石湖的郭姓在南河港分別建立南沙宮、西羅殿；泉州晉江的許姓在南勢港建立金華府。
乾隆元年（1736年），該廟建立，作為當時船筏、碼頭工人的信仰地，居民從故鄉奉迎神像，來自晉江縣南門外二十四都桃源塘後鄉（今福建省石獅市塘後）的集福祠。廟取與祖廟之同名號。與同奉玄天上帝的崇福宮、聚福宮合稱為「三福三堂」。
當地文史工作人蔡宗昇指出，以前漳泉移民以信奉玄天上帝為主，因此此地一帶的北帝廟宇密集，集福宮則為其一。後清廷為壓制反清復明，引入媽祖與之抗衡，距離集福宮正前方約100公尺即有主祀天上聖母的金安宮，從這樣密集的廟宇分佈多少可以窺見明清朝代政治鬥爭的歷史脈絡。
相傳甘國寶曾賜匾於此廟，但匾已遺失。道光以降，臺江內海淤積日甚，各港道日漸淤淺，黃姓族人與此廟便西移至信義街尾。道光二年（1822年），黃資盛、黃元貢、黃元門等董事發起募捐，募捐番銀一千大員，並遷建現址，且改名為「集福宮」。廟宇搬後的地點因鄰近台江，清末時發展成商販雲集的老古石港，當地人便在此廟專司協調商務、士地等各種糾紛，廟中還留有「老古石街公議」石碑。
清末時，此廟為五條港區聯境組織「七合境」的境主廟，負責佛頭港、新港墘港、兌悅門等地治安。

### 近代
與普濟殿、金安宮、媽祖樓同屬四聯境。
台南市政府觀光旅遊局在2015年，將此廟列入的「五條港舊城漫遊」的第6條散步路線「日光線」，並安排導覽人員，路徑從海安路與神農街口開始，經由水仙宮、景福祠、聚福宮、神農街、金華府、西羅殿、風神廟、接官亭石坊、海安宮、兌悅門、集福宮、老古石街，終點為藥王廟。

## 現況
建築為單進殿建構，右側一偏殿，經多次修改，原廟已失舊觀。門板彩繪為金龍與七十二地煞星，為潘麗水所繪。 

## 祭祀
主祀玄天上帝，陪祀林府千歲、朱邢李三千歲，福德正神、金沈二夫人，偏殿主祀趙、康二元帥，陪祀五營兵將。

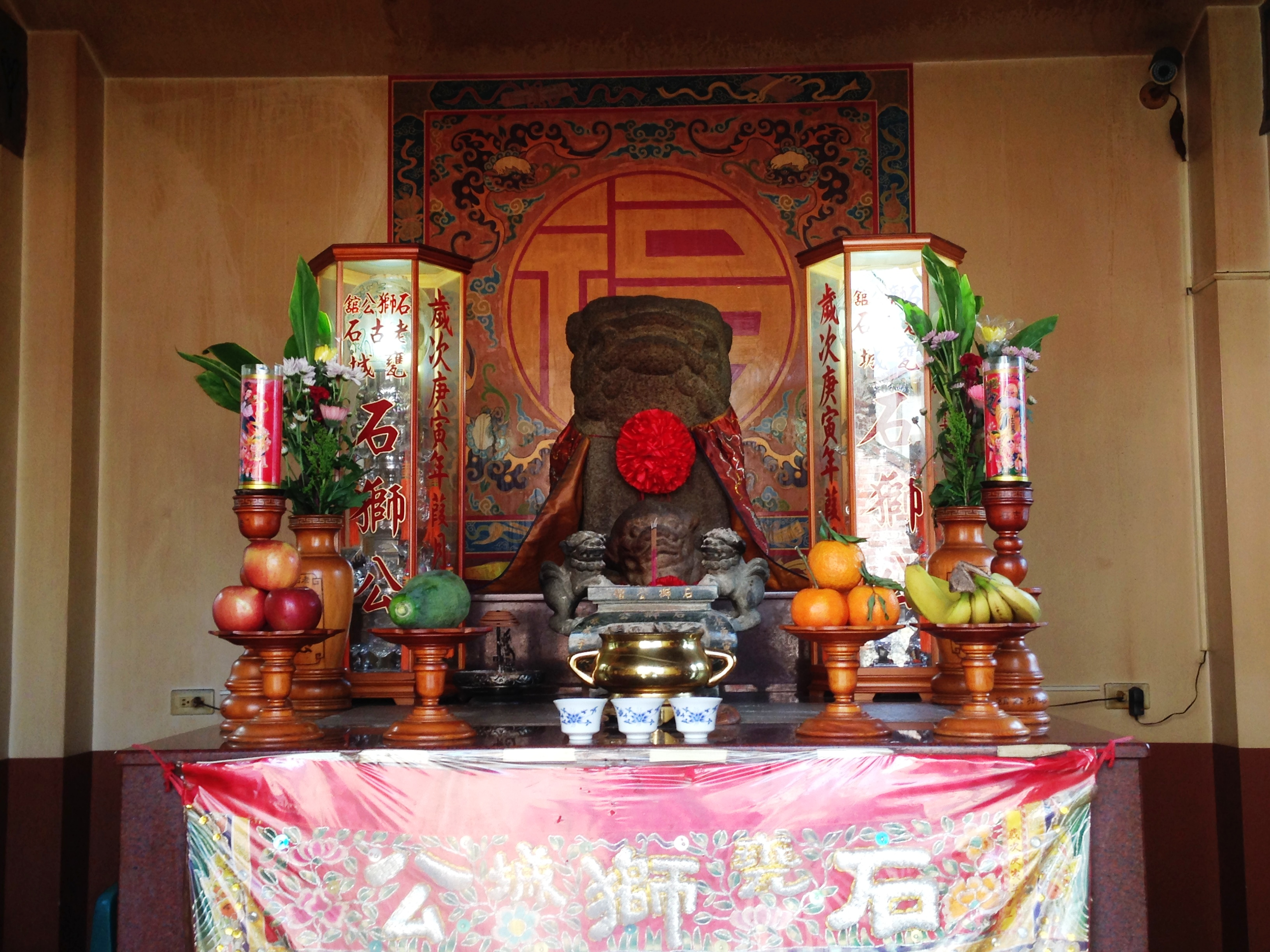
甕城石獅公

傳說老古石港人為兌悅門的風水考量而設石獅子，曾放於此廟中。昔日崇祀者多，稱為「石獅公」，還有拜契認做祂乾兒子，後來一名林姓富商買下集福宮旁的土地闢建房屋、庭園，因而石獅移到廟外 。

## 外部連結
- 台南五條港老古石集福宮 臉書 （页面存档备份，存于）